# Проня (приток на Ока)
 Тази статия е за притока на Ока.  За притока на Сож вижте Проня (приток на Сож).  
Проня (на руски: Проня) е река в Рязанска и частично в Тулска област в Русия, десен приток на Ока (десен приток на Волга). Дължина – 336 km. Площ на водосборния басейн – 10 200 km².

## Извор, течение, устие
Река Проня води началото си от източните части на Средноруското възвишение, на 186 m н.в., на 2 km югоизточно от село Подобреево, в западната част на Рязанска област. В началото тече на север, след това на запад и отново на север, като в този северен участък част от течениието ѝ преминава през Тулска област и тук е изградено Пронското водохранилище. В горното течение долината ѝ е предимно тясна и дълбока. След изтичането си от водохранилището завива на изток и в района на град Новомичуринск навлиза в северната част на Окско-Донската равнина, където силно меандрира в широка и плитка долина. На около 20 km източно от града завива на север и се влива отдясно в река Ока (десен приток на Волга), при нейния 615 km, на 90 m н.в., при село Никитино, в централната част на Рязанска област.

## Водосборен басейн, притоци
Водосборният басейн на река Проня има площ от 10 200 km², което представлява 4,16% от водосборния басейн на река Ока. На югоизток, юг и югозапад водосборният басейн на Проня граничи с водосборните басейни на река Дон, а на северозапад, север и изток – с водосборния басейн на река Осьотър и водосборните басейни на други по-малки реки десни притоци на Ока. Основните ѝ притоци са десни: Керд (57 km) и Ранова (166 km).

## Хидроложки показатели
Проня има смесено подхранване с преобладаване на снежното. Среден годишен отток в устието около 50 m³/s. Заледява се в края на ноември, а се размразява през април.

## Стопанско значение, селища
В най-долното си течение до село Перевлес е плавателна за плиткогазещи съдове. В горното ѝ течение е изградено Пронското водохранилище, а в района на град Новомичуринск още едно водохранилище, което регулира годишния отток на реката. По течението на Проня са разположени множество населени места, в т.ч. градовете Михайлов и Новомичуринск и селищата от градски тип Октябърски и Пронск в Рязанска област.